# Muckenkogel
Muckenkogel är ett berg i Österrike.   Det ligger i distriktet Lilienfeld och förbundslandet Niederösterreich, i den östra delen av landet, 60 km väster om huvudstaden Wien. Toppen på Muckenkogel är 1 232 meter över havet, eller 33 meter över den omgivande terrängen. Bredden vid basen är 0,50 km.
Terrängen runt Muckenkogel är huvudsakligen kuperad. Närmaste större samhälle är Lilienfeld, 3,7 km norr om Muckenkogel. 
I omgivningarna runt Muckenkogel växer i huvudsak blandskog. Runt Muckenkogel är det ganska glesbefolkat, med 28 invånare per kvadratkilometer.